# Isomyia nitida
Isomyia nitida är en tvåvingeart som först beskrevs av Charles Howard Curran 1927.  Isomyia nitida ingår i släktet Isomyia och familjen Rhiniidae. Inga underarter finns listade i Catalogue of Life.